# イギリス理想主義
イギリス理想主義（British idealism）は、十九世紀後半から二十世紀初頭にかけて隆盛を誇った、政治思想と哲学の派閥とその考え。イギリス観念論とも言う。

## 概説
十九世紀後半から二十世紀初頭にかけて、イマヌエル・カント復興運動が起こり、ドイツにおいては新カント学派が形成され、イギリスにおいてもイギリス理想主義学派ができた。イギリスでの中心人物はトーマス・ヒル・グリーンであった。彼等はイギリス伝統の経験論や功利主義に反対し、認識論では観念論、価値論では人格主義、教養主義を唱える。政治思想的には自由主義またはニューリベラリズム、多元的国家論などを主張した。

## その歴史と思想

### 先駆者の思想
イギリス伝統の経験論や功利主義に反対する思想としては、十九世紀初頭、イギリスでロマン主義として起こった。この期のサミュエル・コールリッジやトーマス・カーライルはイギリス理想主義の先駆者である。ただ、この活動は伝記や評論といったものが主で、哲学理論としてではなかった。

### 最盛期の哲学
功利主義において、ジョン・スチュアート・ミルが理想主義を採り入れて質的に変化した後、その影響下、トーマス・ヒル・グリーンがドイツ観念論にも学んで、経験論、功利主義、唯物論に対抗するものとして、本格的に理想主義哲学を打ち立てた。その他のメンバーとしては、エドワード・ケヤード、フランシス・ブラッドリー、バーナード・ボザンケなどがある。メンバーによってイマヌエル・カントに重きを置くか、ゲオルク・ヴィルヘルム・フリードリヒ・ヘーゲルに重きを置くかの違いはあるものの、物質に対する精神の重要性を説くのは同じである。

### 政治思想
このような理想主義哲学理論に影響されて、この派の政治理論家は独自の政治理論を構築した。トーマス・ヒル・グリーン自身がその人格主義から自由主義を主張したし、その理論はイギリス自由党の理論的主柱となった。その影響を受けて、レオナルド・ホブハウスは新しいニューリベラリズムを提唱したし、そこから多元的国家論も出てくることになった。この二人の影響のもと、シドニー・ウェッブはフェビアン主義の理論を形成し、イギリス労働党の理論的一角となった。この派に属してもっぱら政治理論を展開した者には、エルネスト・バーカーやアレキサンダー・リンゼーなどがいる。

### 対抗思想の出現と衰退
オックスフォードを中心としたイギリス理想主義への対抗思想としては、二十世紀初頭からケンブリッジを中心としたイギリス実在論が興った。ジョージ・エドワード・ムーア、バートランド・ラッセルなどがその中心である。この二人の実在論や論理実証主義の隆盛によって、二十世紀初頭以降イギリス理想主義は衰退したが、二十世紀後半になって、イギリスにおいても、日本においても、イギリス理想主義の研究は復活しつつある。

## 主な論者と著作

### 哲学
- トーマス・ヒル・グリーン『倫理学序説』（Prolegomena to Ethics, 1883）
- フランシス・ブラッドリ『倫理学研究』（Ethical Studies, 1876）、『現象と真実在』（Appearance and Reality, 1893）
- バーナード・ボザンケ『論理学――知識の形態学』（Logic, or the Morphology of Knowledge, 1888）

### 政治思想
- トーマス・ヒル・グリーン『政治的義務の原理』（Principles of Political Obligation, 1901）
- バーナード・ボザンケ『国家の哲学的理論』（The Philosophical Theory of the State, 1899）
- レオナルド・ホブハウス『国家の形而上学的理論』（The Metaphysical Theory of the State, 1918）

## 日本での研究
明治時代においては、多くの哲学研究者がトーマス・ヒル・グリーンから人格主義の考え方を学ぼうとしていた。それらの者には、中島力造、大西祝、高山樗牛、綱島梁川、桑木厳翼、西田幾多郎などがいた。昭和戦前においては、河合栄治郎は同じくグリーンから、人格主義にプラスするに、教養主義、自由主義を研究し、自己の思想として開花させた。戦後においては、哲学的には行安茂がグリーンの研究を行い、政治思想的には北岡勲が全般の政治思想を、萬田悦生がグリーンを、芝田秀幹がバーナード・ボザンケをそれぞれ研究している。
なお、初期のトーマス・カーライルに影響を受けそれを研究する者としては新渡戸稲造がいる。イギリス理想主義を研究する団体としては、日本イギリス理想主義学会がある。

### 哲学
- 河合栄治郎『トーマス・ヒル・グリーンの思想体系』上巻、下巻、日本評論社、1930年（『河合栄治郎全集』第1、2巻、社会思想社、1968年所収）
- 行安茂『グリーンの倫理学』明玄書房、1968年
- 行安茂『トマス・ヒル・グリーン研究』理想社、1974年
- 行安茂、藤原保信編『Ｔ・Ｈ・グリーン研究』イギリス思想研究叢書、御茶の水書房、1982年
- 行安茂『近代日本の思想家とイギリス理想主義』北樹出版、2007年
- 行安茂編『イギリス理想主義の展開と河合栄治郎――日本イギリス理想主義学会設立１０周年記念論集』世界思想社、2014年

### 政治思想
- 河合栄治郎『英国社会主義史研究』日本評論社、1938年（『河合栄治郎全集』第5巻、社会思想社、1968年所収）
- 北岡勲『政治的理想主義――イギリス政治思想史の一研究』御茶の水書房、1986年
- 北岡勲『イギリス政治哲学の生成と展開――オックスフォード学派研究』御茶の水書房、1987年
- 萬田悦生『近代イギリス政治思想研究――Ｔ・Ｈ・グリーンを中心として』慶應通信、1986年
- 芝田秀幹『イギリス理想主義の政治思想――バーナード・ボザンケの政治理論』芦書房、2006年